# 9-та повітряна армія (США)
9-та повітряна армія (США) (англ. Ninth Air Force) (з 5 серпня 2009 — Центральне командування Повітряних сил США (англ. United States Air Forces Central Command) (ACC) — повітряна армія у складі ПС США.